# Gilmar

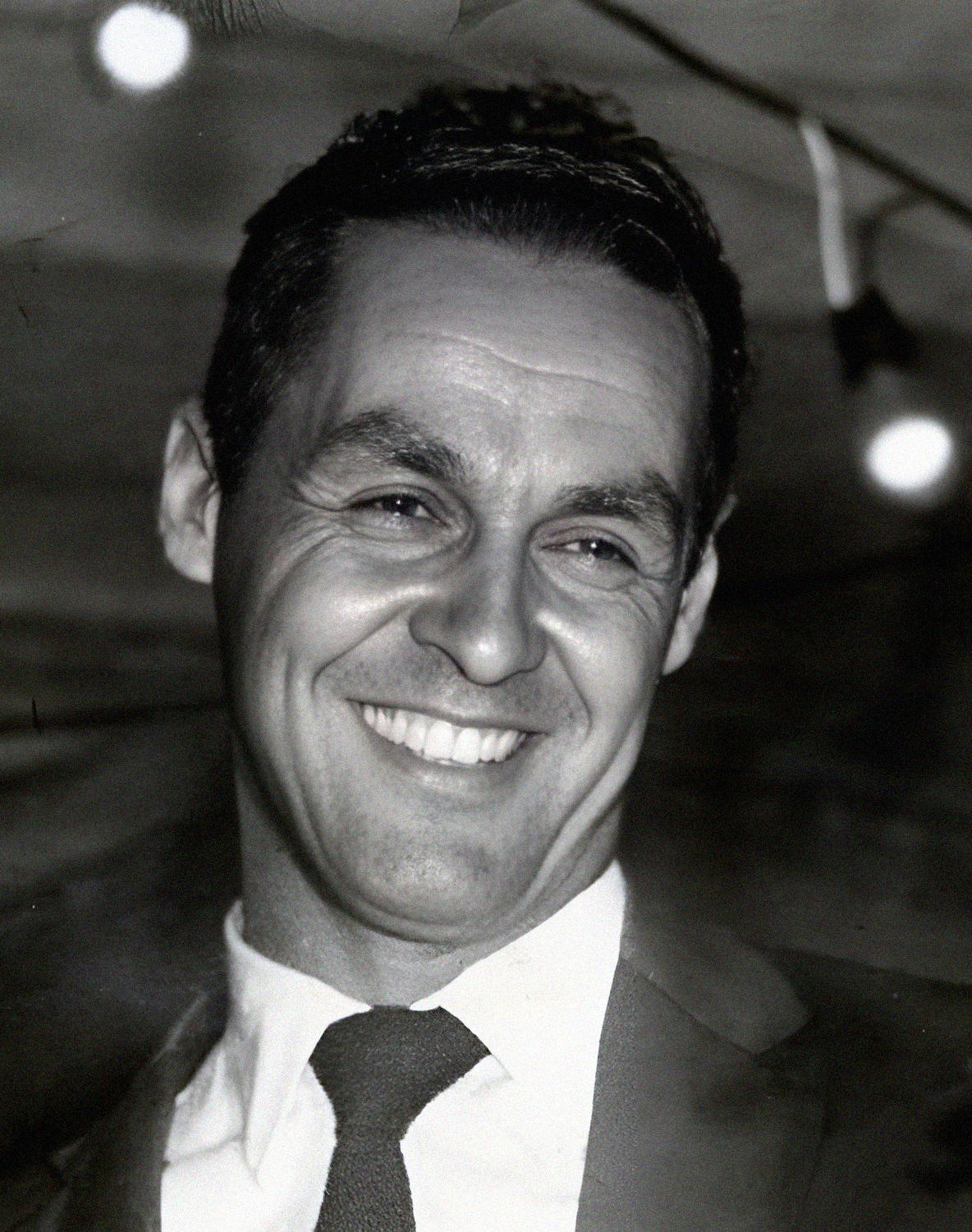
Gilmar 1958

Gylmar dos Santos Neves (* 22. August 1930 in Santos; † 25. August 2013 in São Paulo) war ein brasilianischer Fußballspieler.
Gilmar spielte als Torwart von 1951 bis 1961 beim Corinthians São Paulo und wechselte 1961 zum Pelé-Club FC Santos. Er spielte für Brasilien zwischen 1958 und 1966 bei drei Fußball-Weltmeisterschaften und gewann den Titel bei der WM 1958 in Schweden und bei der WM 1962 in Chile. 1969 beendete er beim FC Santos im Alter von 39 Jahren seine Karriere.

## Vereine
Der als Sohn eines Kaufmannes in Santos aufgewachsene Gilmar dos Santos Neves begann seine Karriere als Fußballtorhüter bei Jabaquara AC aus Santos. Bei dem Klub gab er am 10. September 1950 gegen den FC São Paulo sein Debüt.
1951 wechselte er zu Corinthians São Paulo, wo er auf Anhieb den Gewinn der Campeonato Paulista feiern konnte. Insgesamt gelang ihm dieser Erfolg achtmal. 1961 wurde er Schlussmann beim Pelé-Club FC Santos. Corinthians ließ den Torhüter der Weltmeisterelf von 1958 in Schweden für 3000 Dollar Ablöse ziehen. 1962 (gegen CA Peñarol) und 1963 (gegen die Boca Juniors) gewann er mit dem FC Santos die Copa Libertadores und zusätzlich den Weltpokal. Im Weltpokal setzten sich Gilmar und seine Mannschaftskollegen vom FC Santos gegen Benfica Lissabon 1962 (3:2/5:2) und gegen den AC Mailand 1963 in drei Spielen (4:2, 2:4, 1:0) durch. Gilmar verzichtete auf die üblichen „Showparaden“ und gab seiner Hintermannschaft so die nötige Ruhe. Neben ausgezeichnetem Reaktionsvermögen verfügte er über eine katzenartige Geschmeidigkeit und Gewandtheit. In seiner stoischen Ruhe war er mit Torhüterkollegen der Extraklasse wie Banks, Jaschin und Zoff vergleichbar.

## Nationalmannschaft

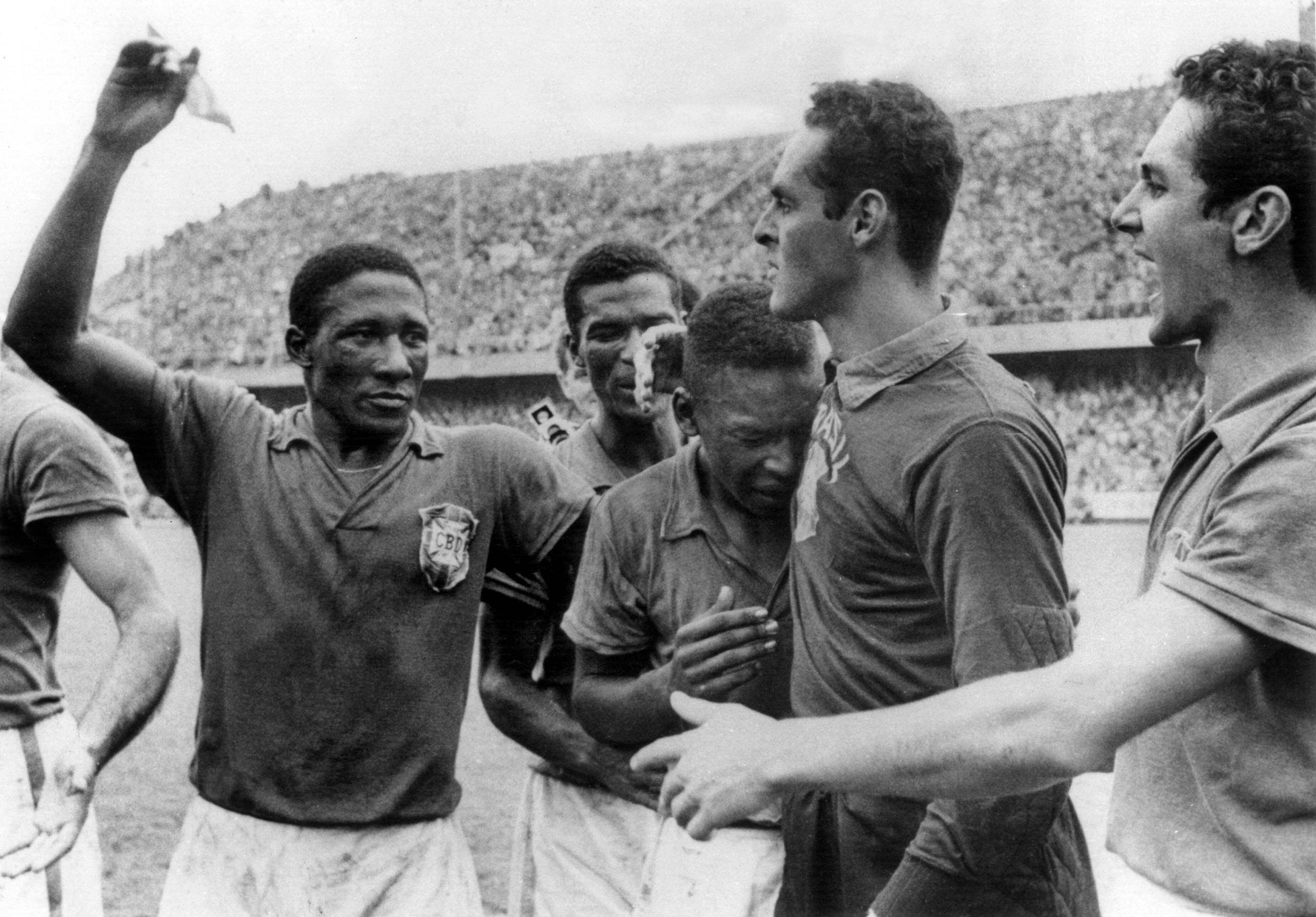
Gilmar (r.) feiert mit Djalma Santos und Pelé den Weltmeistertitel 1958

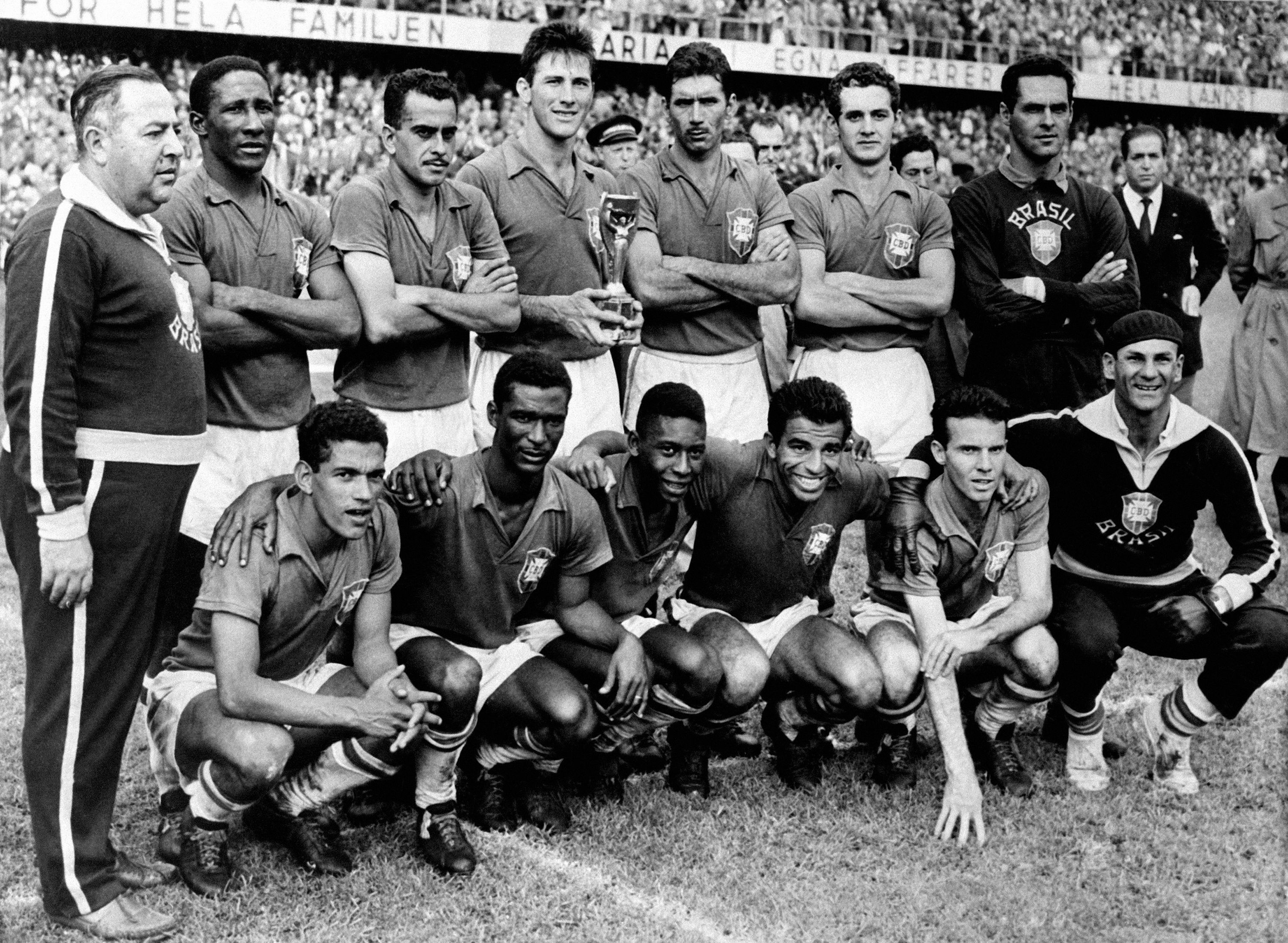
Brasilien 1958: Vicente Feola (Trainer), Djalma Santos, Zito, Bellini, Nilton Santos, Orlando, Gilmar – Garrincha, Didi, Pelé, Vava, Zagallo.

In der brasilianischen Nationalmannschaft debütierte der Torhüter von Corinthians am 1. März 1953 in Lima beim Länderspiel gegen Bolivien. Während einer Europareise mit Spielen im April und Mai im Jahre 1956 gegen Portugal, die Schweiz, Österreich, die Tschechoslowakei, Italien, die Türkei und England hütete Gilmar als unumstrittener Rückhalt der Seleção das Tor und machte sich als „Elfmetertöter“ einen Namen. Nur das Verteidigerpaar Djalma und Nílton Santos galt bereits in der Saison 1956/57 – das Jahr vor der WM 1958 – unbestritten als Stammbesetzung der Nationalmannschaft. Gilmar avancierte durch die Leistungen der Europa-Tournee zur Nummer eins für die Weltmeisterschaft 1958 in Schweden und verdrängte damit den bisherigen Stammtorhüter Castilho von Fluminense Rio de Janeiro, der noch während der WM 1954 im Tor stand. Erst im Halbfinale gegen Frankreich kassierte Gilmar, der mit der für einen Torwart äußerst untypischen Rückennummer 3 auflief, am 24. Juni 1958 im Råsundastadion in Stockholm durch Just Fontaine und Roger Piantoni die ersten Gegentore der WM-Tage 1958 in Schweden. Ganze vier erhaltene Treffer belegen eindrucksvoll, wie wichtig Gilmar für den Erfolg der Brasilianer war.
Er bewahrte des Öfteren mit seiner Souveränität und damit auch Ruhe ausstrahlenden Klasse, sein Team vor Gegentreffern. Nach der Niederlage im Prestigeduell um die Südamerikameisterschaft gegen Argentinien wurde Gilmar aus der Nationalmannschaft verbannt. Auch bei Corinthians rückte er zeitweise ins zweite Glied. Erst nach seinem Wechsel zum FC Santos rückte er wieder in das Nationalteam zur Weltmeisterschaft 1962. Bei der Titelverteidigung in Chile setzten sich seine Qualitäten wieder eindrucksvoll durch. Zum zweiten Mal in Folge war Gilmar, nun auch mit der 1, der ruhende Pol der Seleção bei einer Weltmeisterschaft. Die Defensive war in Chile – im Gegensatz zu 1958 in Schweden – deutlich mehr gefordert. Einigen Leistungsträgern waren die vier Jahre mehr anzumerken und die Verletzung von Pelé bereits in den Gruppenspielen trug wesentlich dazu bei, dass nur mit Offensivfußball die Titelverteidigung nicht gelungen wäre. Nur fünf Tore musste Gilmar auf dem Weg zum erneuten Titelgewinn hinnehmen. Unbestritten wurde er mit dieser Turnierleistung zum Besten der wenigen Klassetorhüter Brasiliens. Bei der Torhüter-Jahrhundert-Wahl in Brasilien kam er auf Platz eins, in Südamerika auf Rang vier.
Nach den Erfolgstagen in Chile musste Gilmar dem Talent Manga im Tor weichen. Unmittelbar vor der WM 1966 in England bekam der 36-jährige Routinier eine neue Chance. Er bestritt auf der Insel die zwei Gruppenspiele gegen Bulgarien und Ungarn und wurde im entscheidenden dritten Spiel gegen Portugal durch Manga ersetzt. In den Medien wurde Gilmar die 1:3-Niederlage am 15. Juli im Goodison Park in Liverpool gegen Ungarn angekreidet. Die Rücktritte von Didi, Nílton Santos und Vavá sowie das verletzungsbedingte Fehlen des weltbesten Fußballers Pelé gegen die Mannschaft von Flórián Albert und Ferenc Bene wurden damit in den Hintergrund gerückt.
Gilmar stand in 14 Weltmeisterschaftsspielen im Tor. Beim 2:1-Sieg am 12. Juni 1969 in Rio de Janeiro gegen England bestritt der populäre Torhüter des FC Santos sein Abschiedsspiel im Nationaldress. Von 1953 bis 1969 hatte er für Brasilien 94 Länderspiele bestritten.

## Nach der Karriere
Gilmar war für kurze Zeit Supervisor der Nationalmannschaft. Beim FC Santos war er als Trainer und Funktionär im Einsatz und er setzte sich als Chef der Spielergewerkschaft für die Belange der Profis ein. Geschäftlich abgesichert war er hauptsächlich als Besitzer zweier Autovertretungen in Sâo Paulo.

## Erfolge
Corinthians
- Staatsmeisterschaft von São Paulo: 1951, 1952, 1954
- Torneio Rio-São Paulo: 1953, 1954
- Kleiner Weltpokal: 1953

Santos
- Staatsmeisterschaft von São Paulo: 1962, 1964, 1965, 1967, 1968
- Brasilianischer Meister:1962, 1963, 1964, 1965, 1968
- Copa Libertadores: 1962, 1963
- Weltpokal: 1962, 1963
- Torneio Rio-São Paulo: 1963, 1964, 1966
- Intercontinental Supercup: 1969

Nationalmannschaft
- Fußball-Weltmeisterschaft: 1958, 1962